# Перикса (Сампурский район)
Перикса — село в Сампурском районе Тамбовской области. Входит в состав Сатинского сельсовета.
До 2010 года село являлось центром Периксинского сельского совета.

## География
Село расположено в южной части Тамбовской области в 15 километров от Сампура.

## История
Село основано в 1795 году крепостными крестьянами помещика Александра Алексеевича Жеребцова. Он переселил сюда большую группу крепостных из разных селений Смоленского наместничества Ехновской округи. В документах ревизии 1795 года записано: «Вотчина господина её императорского величества, камер-юнкера, светлого князя, Володимира третьей степени кавалера и государственного советника Александра Алексеевича Жеребцова, Тамбовского наместничества, той же округи сельце Периксы, Ново-Александровская слобода тож, дворовые люди и крестьяне…». Крепостных крестьян помещика Жеребцова насчитывалось 380 человек, в том числе Назар Нефедов, Федор Афанасьев, Семен Григорьев, Петр Фадеев, Иван Парамонов, Лукьян Никоноров, Емельян Карпов, Ефим Максимов
До 2010 года село являлось центром Периксинского сельского совета.